# Juan José Sánchez Maqueda
Juan José Sánchez Maqueda (Madrid, 23 de gener de 1969) és un exfutbolista i entrenador madrileny. Com a jugador ocupava la posició de migcampista.

## Trajectòria esportiva
Es va formar a les categories inferiors del Reial Madrid. A la campanya 87/88 debuta amb el primer equip i eixa any ja juga 10 partits i marca un gol. Seguirien les seues aparicions a l'any següent amb altres cinc partits. En aquest bienni, els madridistes havien guanyat 2 Lligues i una Copa del Rei.
A la 89/90 marxa cedit al CD Logroñés, amb qui juga 29 partits. De tornada al Reial Madrid, qualla una bona temporada 90/91 (24 partits), tot i que baixa a la següent la seua aportació. L'any 1992, sofreix una greu lesió al lligament creuat del genoll que el manté any i mig apartat dels terrenys de joc.
Retorna a la competició a l'estiu de 1994, fitxat pel València CF, on tot just apareix en nou partits, atesa la competència amb el brasiler Mazinho i amb Vicente Engonga. La temporada 95/96 recala a l'Albacete Balompié, on arriba als 20 partits disputats.
A partir de 1996 la seua carrera entre en declivi. Primer juga amb el Racing de Ferrol i el Fuenlabrada, ambdós de Segona B. L'estiu de 1998 marxa al Panionios grec i un any després a l'Irapuato mexicà, on penja les botes el 2000.

### Com a entrenador
Després de la seua retirada, Maqueda seguiria vinculat al món del futbol en qualitat d'entrenador. Va dirigir primer al filial del Reial Madrid, com a segon de López Caro. Amb aquest va pujar al primer equip el 2006, tras la destitució de Vanderley Luxemburgo.
Posteriorment, aquesta parella tècnica va dirigir al Llevant UE (destituïts a la jornada 18 de la temporada 06/07), al Celta de Vigo (entre la jornada 8 i la 28 de la temporada 07/08) i de nou al Reial Madrid Castella.
El desembre de 2014 es va confirmar el seu fitxatge com a entrenador de l'Al-Masry, en substitució de Tarek Yehia.